# X1 (гурт)
X1 (кор. 엑스원, читається як Екс-ван) — південнокорейський бой-бенд, що був сформований внаслідок передачі Produce X 101 у 2019 році. Менеджментом гурту займеться Swing Entertainment, а музичним виробництвом — CJ ENM. Контракт гурту було підписано терміном на 5 років, з яких 2,5 роки є ексклюзивним контрактом, а інші — суміщеним, тобто члени гурту можуть поєднувати свою власну діяльність (від свого агентства) з діяльністю гурту.

## Кар'єра

### Предебют
Вперше Mnet офіційно оголосило про формування нового гурт внаслідок Produce X 101 під час церемонії МАМА 2018, коли було показано тизер нового сезону. У період з 3 травня по 19 липня 2019 відбувся показ телепередачі Produce X 101, у якій відбувався відбір учасників до нового гурту. 19 липня 2019 під час фінальної серії телепередачі було оголошено назву гурту та його 11 учасників.

### 2019— Дебют
22 липня Swing Entertainment повідомив, що гурт зробить свій дебют 27 серпня під час концерту на Gocheok Sky Dome. 27 серпня гурт опублікував музичний кліп на пісню «Flash» та мініальбом Quantum Leap, який побив рекорд фізичних продажів за перший тиждень, продавши більше ніж 500000 копій.

## Учасники гурту
Члени гурту у списку розташовані згідно з їхнім фінальним рейтингами в останній серії Produce X 101:
- Кім Йо Хан (кор. 김요한)
- Кім У Сок[en] (кор. 김우석)
- Хан Син У (кор. 한승우)
- Сон Хьон Джун (кор. 송형준)
- Чо Син Йон (кор. 조승연)
- Сон Дон Пхьо (кор. 손동표)
- Лі Хан Гьоль (кор. 이한결)
- Нам До Хьон (кор. 남도현)
- Ча Чун Хо (кор. 차준호)
- Кан Мін Хий (кор. 강민희)
- Лі Ин Сан (кор. 이은상)

## Дискографія

### Мініальбоми
| Назва                   | Деталі альбому                                                                                    | Пікові позиції у чартах | Пікові позиції у чартах | Пікові позиції у чартах | Пікові позиції у чартах | Пікові позиції у чартах | Продажі                                                                  | Сертифікації        |
| Назва                   | Деталі альбому                                                                                    | KOR                     | JPN                     | JPN Hot.                | FRA Dig.                | US World                | Продажі                                                                  | Сертифікації        |
| ----------------------- | ------------------------------------------------------------------------------------------------- | ----------------------- | ----------------------- | ----------------------- | ----------------------- | ----------------------- | ------------------------------------------------------------------------ | ------------------- |
| Emergency: Quantum Leap | - Реліз: 27 серпня 2019 - Лейбл: Swing Entertainment - Формат: CD, цифрове завантаження, стриминг | 1                       | 4                       | 10                      | 76                      | 9                       | - Південна Корея: 657,888 - Японія: 54,029 (Phy.) - Японія: 2,685 (Dig.) | - KMCA: 2× Platinum |

### Сингли
| Назва   | Рік  | Пікові позиції у чартах | Пікові позиції у чартах | Пікові позиції у чартах | Пікові позиції у чартах | продажі | Альбом                  |
| Назва   | Рік  | KOR                     | KOR Hot                 | JPN Hot.                | US World                | продажі | Альбом                  |
| ------- | ---- | ----------------------- | ----------------------- | ----------------------- | ----------------------- | ------- | ----------------------- |
| «Flash» | 2019 | 26                      | 3                       | 25                      | 15                      | Н/Д     | Emergency: Quantum Leap |

### Інші пісні
| Назва                             | Рік  | Пікові позиції у чартах | Пікові позиції у чартах | Альбом                  |
| Назва                             | Рік  | KOR                     | KOR Hot                 | Альбом                  |
| --------------------------------- | ---- | ----------------------- | ----------------------- | ----------------------- |
| «Like Always» (웃을 때 제일 예뻐) | 2019 | 69                      | 15                      | Emergency: Quantum Leap |
| «U Got It» (X1 version)           | 2019 | 84                      | 16                      | Emergency: Quantum Leap |
| «I'm Here for You» (괜찮아요)     | 2019 | 91                      | 18                      | Emergency: Quantum Leap |
| «Move» (움직여) (X1 version)      | 2019 | 90                      | 19                      | Emergency: Quantum Leap |
| «Stand Up» (intro)                | 2019 | 106                     | 25                      | Emergency: Quantum Leap |

## Фільмографія
| Рік  | Мережа | Назва         | Прим.  |
| ---- | ------ | ------------- | ------ |
| 2019 | Mnet   | Produce X 101 | [ 28 ] |
| 2019 | Mnet   | X1 Flash      | [ 29 ] |